# Adolf Eigl

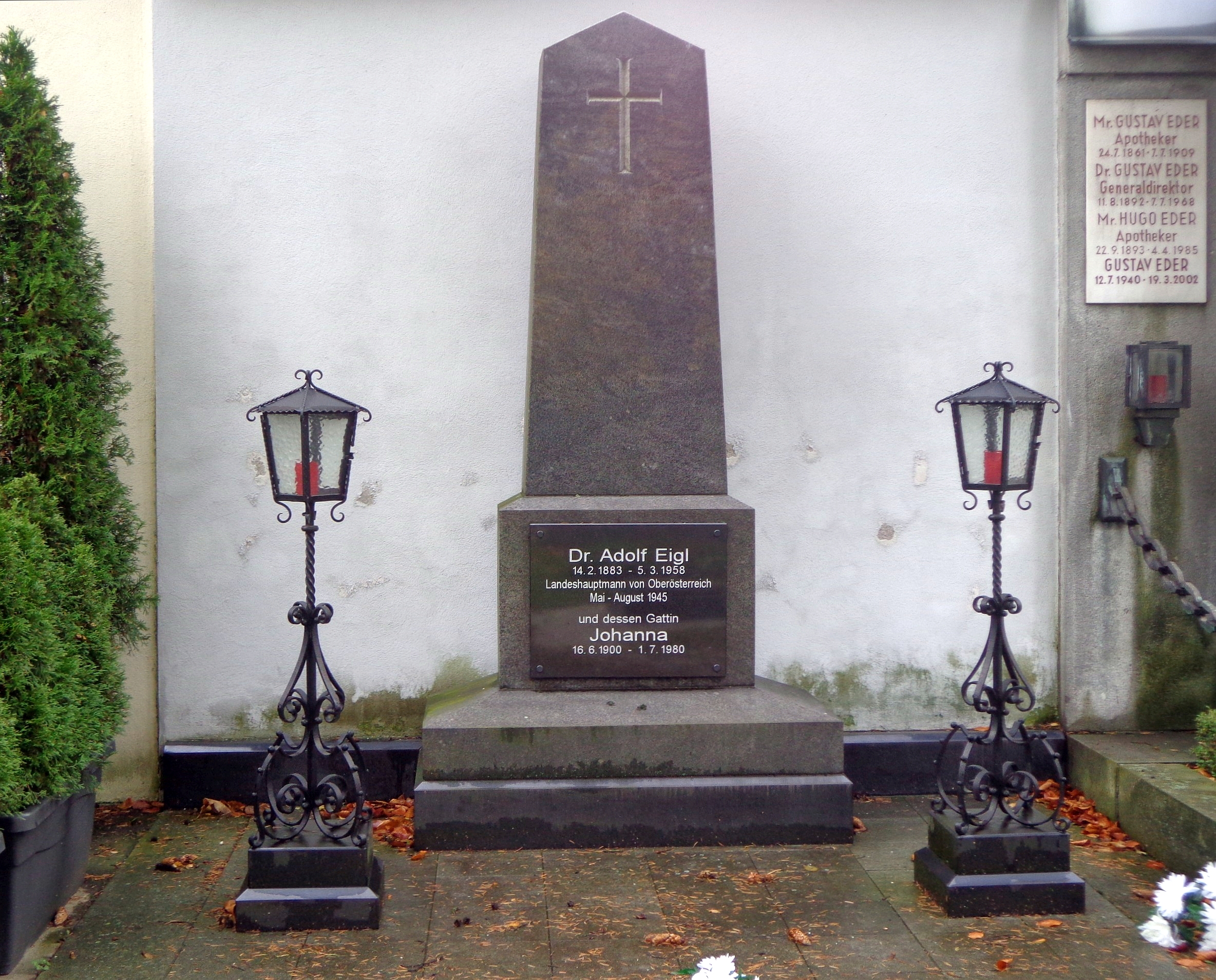
St. Barbara-Friedhof Linz – Grab von Adolf Eigl

Adolf Karl Eigl (* 14. Februar 1883 in St. Pölten; † 5. März 1958 in Linz) war erster Landeshauptmann des österreichischen Bundeslandes Oberösterreich nach dem Zweiten Weltkrieg. Er war parteilos und gehörte dem liberal-nationalen Lager an.
Eigl absolvierte das Akademische Gymnasium Spittelwiese in Linz und studierte anschließend Rechtswissenschaften in Wien und Heidelberg. Während seines Studiums wurde er im Wintersemester 1902/03 Mitglied des Oberösterreichisch-akademischen Vereins Germania Wien im Waidhofener Verband (seit 1923 Akademischen Burschenschaft Oberösterreicher Germanen Wien). 1912 promovierte er zum Doktor der Rechtswissenschaften.
Er war in der k.u.k. Monarchie, der Ersten Republik, dem Ständestaat und dem Nationalsozialismus (Reichsstatthalter von Oberdonau) in unterschiedlichen Positionen in der Verwaltung des Bundeslandes tätig gewesen. Er beantragte die Aufnahme in die NSDAP, wurde aber wegen seiner Verbindungen zu anthroposophischen Gesellschaften abgelehnt. Er war mit Adolf Hitler persönlich bekannt, der sich 1938 bei seinem Aufenthalt in Linz bei Eigl nach dem Befinden von Bloch, dem Hausarzt von Hitlers Mutter, erkundigte. 
Zur Gewährleistung der Kontinuität in der Verwaltung nach dem Ende des Zweiten Weltkrieges wurde Eigl von der amerikanischen Besatzungsmacht mit der Regierungsbildung beauftragt. Am 16. Mai 1945 an wurde er somit Landeshauptmann von Oberösterreich, bis er am 22. August 1945 im amerikanischen Internierungslager Glasenbach bei Salzburg inhaftiert wurde, wo er bis Juni 1946 blieb. Nach der Rückkehr aus dem Internierungslager wurde er beurlaubt und zum 30. Juni 1948 pensioniert.
Eigl ist begraben am St. Barbara-Friedhof in Linz.